# Shun Fujimoto
Shun Fujimoto (japanisch 藤本 俊 Fujimoto Shun; * 11. Mai 1950 in Präfektur Hiroshima) ist ein ehemaliger japanischer Kunstturner.

## Karriere
Fujimoto nahm 1976 an den Olympischen Spielen in Montreal teil und gewann mit der japanischen Mannschaft Gold im Mannschaftsmehrkampf. Im Einzelmehrkampf belegte er Rang 89, seine beste Einzeldisziplin war der Boden mit Platz 14. Während seiner Bodenübung zog er sich eine schwere Verletzung am rechten Bein zu, turnte jedoch weiter, um die Teamchancen nicht zu gefährden. Erst nach Abschluss des Wettkampfs wurde festgestellt, dass er sich die Kniescheibe gebrochen sowie ausgerenkt hatte und mehrere Bänder gerissen waren.
2017 wurde Fujimoto in die International Gymnastics Hall of Fame aufgenommen.